# Pedro Hernández (beisbolista)
Pedro Julio Hernández Montás (nacido el 4 de abril de 1959 en La Romana) es un ex tercera base dominicano que jugó en la Liga Mayor de Béisbol. Fue firmado por los Astros de Houston como amateur el 26 de mayo de 1976 y debutó en las Grandes Ligas el 8 de septiembre de 1979 con los Azulejos de Toronto jugando con los mismos en las temporadas 1979 y 1982. Su última aparición en las mayores fue el 11 de julio de 1982, aunque más tarde fue adquirido por los Yankees de Nueva York, no logró jugar con estos. Terminó con 0 hits, 2 anotadas, 3 ponches en 11 juegos y 9 veces al bate.
Además militó para los equipos de ligas menores: Syracuse Chiefs de la International League y Daytona Beach Astros de la Florida State League.